# قبرستان گبرها (رودان)
قبرستان گبرها (رودان) واقع در بخش مرکزی
از توابع شهرستان رودان در استان هرمزگان و یکی از نقاط دیدنی استان هرمزگان در جنوب ایران است.
«قبرستان گبرها» درسراسر شهرستان رودان (دِهبارز) آثار زیادی از گورهای تاریخی به چشم می‌خورد که با کلمات و خطی شبیه به خط میخی هر بیننده‌ای را به عمق تاریخ گذشته رودان راهنمایی می‌نماید، به گفته پیشینیان این قبرستانها مربوط به ساکنان اولیه این خطه بوده وهزاران سال نیز قدمت دارند. در روستاهایی مانند: روستای سرجوئیه و روستای زیارت سید سلطان محمد و بخشی از منطقه رودخانه، این آثار به خوبی مشهود است. این آثار به دوره ایلامی بر می‌گردد.